# Królewiec Poprzeczny
Królewiec Poprzeczny – wieś w Polsce położona w województwie świętokrzyskim, w powiecie koneckim, w gminie Smyków.
W latach 1975–1998 miejscowość administracyjnie należała do województwa kieleckiego.